# Un fil à la patte (téléfilm, 2005)

Un fil à la patte est une mise en scène théâtrale télévisée, par Francis Perrin et produite par Olivier Minne, d'après la pièce de théâtre de Georges Feydeau.
Cette pièce fut jouée au théâtre des Variétés le 18 avril 2005 par 30 animateurs de France 2.

## Argument
Bois d'Enghien, fiancé à une jeune fille de bonne famille, doit rompre avec Lucette Gautier, sa maîtresse, divette de salons. N'ayant pu lui annoncer sa rupture, il la retrouve chez sa fiancée, invitée, à cet effet, pour l'évènement. Arrive un général mexicain, jaloux de ses rivaux, qui va compliquer la situation et d'un clerc de notaire, Bouzin, chansonnier à ses heures perdues.

## Distribution
- Thierry Beccaro : Le comte Fernand de Bois d'Enghien
- Marie-Ange Nardi : Lucette Gauthier, la maîtresse du comte
- Valérie Maurice : Marceline Gauthier, la sœur de Lucette
- Églantine Éméyé : Viviane du Verger, la fiancée
- Ève Ruggiéri : La baronne du Verger, la mère
- Olivier Minne : Monsieur Jean, le domestique du comte
- Gérard Holtz : Firmin, le domestique de Lucette
- Tex : Camille Bouzin, clerc de notaire et auteur de chansonnettes
- Sophie Davant : Nini Galant, la jeune parvenue
- Jérôme Bonaldi : Gontran de Chenneviette
- David Martin : Le docteur Ignace de Fontanet
- Patrice Laffont : Le général mexicain, Irrigua
- Nelson Monfort : Antonio
- Sarah Lelouch : Miss Betting, professeur d'anglais
- Rachid Arhab : Maître Lantery, notaire
- Nathalie Rihouet : Émilie, la bonne de la baronne Du Verger
- Michel Drucker : Le livreur de fleurs du mariage
- Valérie Payet et Stéphane Thébaut : Un couple
- Bernard Pivot : Un homme à la noce
- Bertrand Renard : Le beau-père de la noce
- Laurent Romejko : Le gendre de la noce
- Isabelle Martinet : La mariée de la noce
- Laurent Broomhead : Le curé de la noce
- Ness : Témoin de la mariée de la noce
- Philippe Lefait : L’oncle du marié de la noce
- Laurent Luyat : Le frère du marié de la noce
- Pierre Mathieu et Yoann Sover : Deux agents de police
- Daniela Lumbroso : La concierge